# Fazekasmadár-félék
A fazekasmadár-félék (Furnariidae) a madarak osztályának verébalakúak (Passeriformes) rendjébe tartozó család.

## Rendszerezés
A családba az alábbi alcsaládok, nemek tartoznak:

### Sclerurinae
A Sclerurinae alcsaládba az alábbi 2 nemet sorolják:
- Sclerurus – 6 faj
- Geositta – 11 faj

### Fahágóformák
A fahágóformák (Dendrocolaptinae) alcsaládjába az alábbi 16 nemet sorolják:
- Glyphorynchus – 1 faj
- Certhiasomus – 1 faj
- Sittasomus – 1 faj
- Deconychura – 1 faj
- Dendrocincla – 5 faj
- Nasica – 1 faj
- Dendrexetastes  – 1 faj
- Dendrocolaptes – 5 faj
- Hylexetastes – 2 faj
- Xiphocolaptes – 4 faj
- Xiphorhynchus – 15 faj
- Dendroplex – 2 faj
- Campylorhamphus – 4 faj
- Drymotoxeres – 1 faj
- Drymornis – 1 faj
- Lepidocolaptes – 8 faj

### Xenopinae
A Xenopinae alcsaládjába az alábbi 1 nemet sorolják:
- Xenops – 3 faj

### Fazekasmadár-formák
A fazekasmadár-formák (Furnariinae) alcsaládjába az alábbi nemzetségek és nemeket sorolják:

### Berlepschiini
- Berlepschia – 1 faj

### Pygarrhichadini
- Microxenops – 1 faj
- Pygarrhichas – 1 faj
- Ochetorhynchus – 4 faj

### Margarornini
- Premnoplex – 2 faj
- Margarornis – 4 faj

### Philydorini
- Cichlocolaptes – 2 faj
- Philydor – 3 faj
- Heliobletus - 1 faj
- Anabazenops – 4 faj
- Megaxenops – 1 faj
- Anabacerthia – 5 faj
- Syndactyla – 9 faj
- Simoxenops – 2 faj vagy Syndactyla
- Ancistrops - 1 faj
- Dendroma – 2 faj
- Clibanornis - 2 faj
- Hylocryptus – 2 faj
- Thripadectes – 7 faj
- Automolus – 8 faj

### Furnariini
- - Pseudocolaptes – 2 faj
  - Premnornis - 1 faj
  - Tarphonomus – 2 faj
  - Furnarius – 6 faj
  - Lochmias - 1 faj
  - Phleocryptes – 1 faj
  - Limnornis – 1 faj
  - Geocerthia – 1 faj
  - Upucerthia – 5 faj
  - Cinclodes – 15 faj

- Synallaxini
  - Aphrastura – 2 faj
  - Sylviorthorhynchus – 2 faj
  - Leptasthenura – 11 faj
  - Coryphistera – 1 faj
  - Anumbius - 1 faj
  - Phacellodomus – 10 faj
  - Hellmayrea - 1 faj
  - Asthenes – 22 faj - beleolvasztva a Schizoeaca nem
  - Spartonoica - 1 faj
  - Pseudasthenes – 4 faj
  - Acrobatornis – 1 faj
  - Metopothrix - 1 faj
  - Xenerpestes – 2 faj
  - Siptornis - 1 faj
  - Roraimia - 1 faj
  - Thripophaga – 4 faj
  - Limnoctites - 1 faj
  - Pseudoseisura – 4 faj
  - Cranioleuca – 21 faj
  - Mazaria - 1 faj
  - Schoeniophylax - 1 faj
  - Certhiaxis – 2 faj
  - Poecilurus - 3 faj
  - Synallaxis – 35 faj